# Leopoldo III di Lippe
Leopoldo III di Lippe (Detmold, 1º settembre 1821 – Detmold, 8 dicembre 1875) fu principe di Lippe.

## Biografia
Leopoldo era il figlio primogenito di Leopoldo II di Lippe (1796-1851) e della principessa Emilia di Schwarzburg-Sondershausen (1800-1867). Succedette al padre alla di lui morte il 1º gennaio 1851. Nel 1854 il principe Leopoldo garantì il diritto ai cattolici di fondare le proprie parrocchie e devolse dei fondi personali per l'edificazione di una loro chiesa a Lippe. Alla sua ascesa al trono Lippe era un membro della Confederazione germanica ed egli personalmente si fece promotore di una politica di supporto in favore della Prussia durante la guerra Austro-Prussiana del 1866. A seguito della guerra e della dissoluzione della Confederazione germanica, Lippe aderì alla Confederazione Tedesca del Nord nel 1867. Rimase membro della Confederazione sino alla creazione dell'impero tedesco nel 1871.
Leopoldo sposò, il 17 aprile 1852 a Rudolstadt, la principessa Elisabetta di Schwarzburg-Rudolstadt (1833-1896), figlia del principe Alberto di Schwarzburg-Rudolstadt. Il matrimonio risultò senza eredi e fu il fratello Valdemaro a succedergli come principe di Lippe a seguito della sua morte, avvenuta l'8 dicembre 1875 a Detmold.

## Ascendenza
|                                                          |                                                        |                                                           | Genitori                                                 |  |  | Nonni |  |  | Bisnonni                           |  |  | Trisnonni                                 |  |
|                                                          |                                                        |                                                           |                                                          |  |  |       |  |  | 8. Simone Augusto di Lippe-Detmold |  |  | 16. Simone Enrico Adolfo di Lippe-Detmold |  |
|                                                          |                                                        |                                                           |                                                          |  |  |       |  |  | 8. Simone Augusto di Lippe-Detmold |  |  | 16. Simone Enrico Adolfo di Lippe-Detmold |  |
|                                                          |                                                        | 17. Giovanna Guglielmina di Nassau-Idstein                |                                                          |  |  |       |  |  | 8. Simone Augusto di Lippe-Detmold |  |  |                                           |  |
| 4. Leopoldo I di Lippe                                   |                                                        |                                                           |                                                          |  |  |       |  |  | 8. Simone Augusto di Lippe-Detmold |  |  |                                           |  |
|                                                          |                                                        | 9. Maria Leopoldina di Anhalt-Dessau                      | 18. Leopoldo II di Anhalt-Dessau                         |  |  |       |  |  |                                    |  |  |                                           |  |
|                                                          |                                                        | 9. Maria Leopoldina di Anhalt-Dessau                      | 18. Leopoldo II di Anhalt-Dessau                         |  |  |       |  |  |                                    |  |  |                                           |  |
|                                                          |                                                        | 9. Maria Leopoldina di Anhalt-Dessau                      | 19. Gisella Agnese di Anhalt-Köthen                      |  |  |       |  |  |                                    |  |  |                                           |  |
| 2. Leopoldo II di Lippe                                  |                                                        | 9. Maria Leopoldina di Anhalt-Dessau                      |                                                          |  |  |       |  |  |                                    |  |  |                                           |  |
|                                                          |                                                        | 10. Federico Alberto di Anhalt-Bernburg                   | 20. Vittorio Federico di Anhalt-Bernburg                 |  |  |       |  |  |                                    |  |  |                                           |  |
|                                                          |                                                        | 10. Federico Alberto di Anhalt-Bernburg                   | 20. Vittorio Federico di Anhalt-Bernburg                 |  |  |       |  |  |                                    |  |  |                                           |  |
|                                                          |                                                        | 10. Federico Alberto di Anhalt-Bernburg                   | 21. Albertina di Brandeburgo-Schwedt                     |  |  |       |  |  |                                    |  |  |                                           |  |
| 5. Paolina di Anhalt-Bernburg                            |                                                        | 10. Federico Alberto di Anhalt-Bernburg                   |                                                          |  |  |       |  |  |                                    |  |  |                                           |  |
|                                                          |                                                        | 11. Luisa Albertina di Schleswig-Holstein-Sonderburg-Plön | 22. Federico Carlo di Schleswig-Holstein-Sonderburg-Plön |  |  |       |  |  |                                    |  |  |                                           |  |
|                                                          |                                                        | 11. Luisa Albertina di Schleswig-Holstein-Sonderburg-Plön | 22. Federico Carlo di Schleswig-Holstein-Sonderburg-Plön |  |  |       |  |  |                                    |  |  |                                           |  |
|                                                          |                                                        | 11. Luisa Albertina di Schleswig-Holstein-Sonderburg-Plön | 23. Cristiana Irmingarda di Reventlow                    |  |  |       |  |  |                                    |  |  |                                           |  |
| 1. Leopoldo III di Lippe                                 |                                                        | 11. Luisa Albertina di Schleswig-Holstein-Sonderburg-Plön |                                                          |  |  |       |  |  |                                    |  |  |                                           |  |
|                                                          | 12. Cristiano Günther III di Schwarzburg-Sondershausen | 24. Augusto di Schwarzburg-Sondershausen                  |                                                          |  |  |       |  |  |                                    |  |  |                                           |  |
|                                                          | 12. Cristiano Günther III di Schwarzburg-Sondershausen | 24. Augusto di Schwarzburg-Sondershausen                  |                                                          |  |  |       |  |  |                                    |  |  |                                           |  |
|                                                          | 12. Cristiano Günther III di Schwarzburg-Sondershausen | 25. Carlotta Sofia di Anhalt-Bernburg                     |                                                          |  |  |       |  |  |                                    |  |  |                                           |  |
| 6. Günther Federico Carlo I di Schwarzburg-Sondershausen | 12. Cristiano Günther III di Schwarzburg-Sondershausen |                                                           |                                                          |  |  |       |  |  |                                    |  |  |                                           |  |
|                                                          |                                                        | 13. Carlotta Guglielmina di Anhalt-Bernburg               | 26. Vittorio Federico di Anhalt-Bernburg (= 20)          |  |  |       |  |  |                                    |  |  |                                           |  |
|                                                          |                                                        | 13. Carlotta Guglielmina di Anhalt-Bernburg               | 26. Vittorio Federico di Anhalt-Bernburg (= 20)          |  |  |       |  |  |                                    |  |  |                                           |  |
|                                                          |                                                        | 13. Carlotta Guglielmina di Anhalt-Bernburg               | 27. Albertina di Brandeburgo-Schwedt (= 21)              |  |  |       |  |  |                                    |  |  |                                           |  |
| 3. Emilia di Schwarzburg-Sondershausen                   |                                                        | 13. Carlotta Guglielmina di Anhalt-Bernburg               |                                                          |  |  |       |  |  |                                    |  |  |                                           |  |
|                                                          |                                                        | 14. Federico Carlo di Schwarzburg-Rudolstadt              | 28. Luigi Günther II di Schwarzburg-Rudolstadt           |  |  |       |  |  |                                    |  |  |                                           |  |
|                                                          |                                                        | 14. Federico Carlo di Schwarzburg-Rudolstadt              | 28. Luigi Günther II di Schwarzburg-Rudolstadt           |  |  |       |  |  |                                    |  |  |                                           |  |
|                                                          |                                                        | 14. Federico Carlo di Schwarzburg-Rudolstadt              | 29. Sofia Enrichetta di Reuss-Untergreiz                 |  |  |       |  |  |                                    |  |  |                                           |  |
| 7. Carolina di Schwarzburg-Rudolstadt                    |                                                        | 14. Federico Carlo di Schwarzburg-Rudolstadt              |                                                          |  |  |       |  |  |                                    |  |  |                                           |  |
|                                                          |                                                        | 15. Federica Augusta di Schwarzburg-Rudolstadt            | 30. Giovanni Federico di Schwarzburg-Rudolstadt          |  |  |       |  |  |                                    |  |  |                                           |  |
|                                                          |                                                        | 15. Federica Augusta di Schwarzburg-Rudolstadt            | 30. Giovanni Federico di Schwarzburg-Rudolstadt          |  |  |       |  |  |                                    |  |  |                                           |  |
|                                                          |                                                        | 15. Federica Augusta di Schwarzburg-Rudolstadt            | 31. Bernardina Cristiana di Sassonia-Weimar              |  |  |       |  |  |                                    |  |  |                                           |  |
|                                                          |                                                        | 15. Federica Augusta di Schwarzburg-Rudolstadt            |                                                          |  |  |       |  |  |                                    |  |  |                                           |  |